# Lijst van Stolpersteine in Rotterdam-West

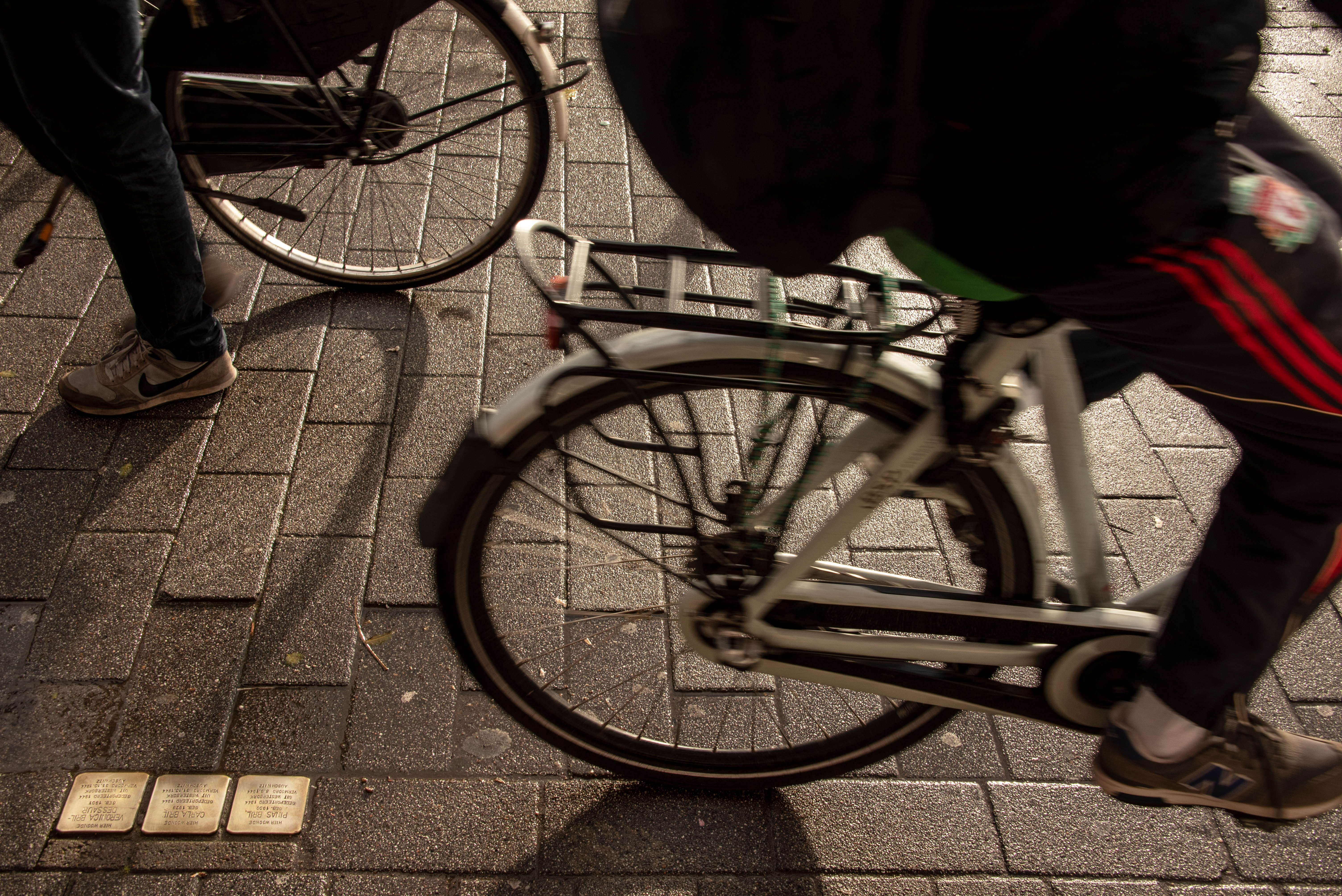
Stolpersteine voor familie Bril,
1e Middellandstraat 125a

De Lijst van Stolpersteine in Rotterdam-West geeft een overzicht van de gedenkstenen zijn geplaatst in Delfshaven in het kader van het Stolpersteine-project van de Duitse beeldhouwer-kunstenaar Gunter Demnig. Omdat het Stolpersteine-project doorloopt, kan deze lijst onvolledig zijn.
Stolpersteine zijn opgedragen aan slachtoffers van het nationaalsocialisme, al diegenen die zijn vervolgd, gedeporteerd, vermoord, gedwongen te emigreren of tot zelfmoord gedreven door het nazi-regime. Demnig legt voor elk slachtoffer een aparte steen, meestal voor de laatste zelfgekozen woning.

## Stolpersteine

### Delfshaven
In Delfshaven liggen 101 Stolpersteine op 43 adressen. Nog eens 57 Stolpersteine in de Burgemeester Meineszlaan zijn tijdelijk verwijderd. Nog eens drie Stolpersteine aan de Mathenesserlaan 514b voor de familie Bril konden niet worden gevonden.
| afbeelding | opschrift | plaats                       | naam, leven                                        |
| ---------- | --- | ---------------------------- | -------------------------------------------------- |
|            | HIER WOONDE DAVID DE AREND GEB. 1982 GEDEPORTEERD 1943 UIT WESTERBORK VERMOORD 19.11.1943 AUSCHWITZ                            | Virulyplein 11b              | David den Arend (1882—1943)                        |
|            | HIER WOONDE DUIFJE DEN AREND-VIOOL GEB. 1983 GEDEPORTEERD 1943 UIT WESTERBORK VERMOORD 19.11.1943 AUSCHWITZ                    | Virulyplein 11b              | Duifje den Arend-Viool (1883—1943)                 |
|            | HIER WOONDE LOUIS SIGISMOND ASCH GEB. 1913 GEDEPORTEERD 1942 UIT WESTERBORK VERMOORD 1.9.1942 AUSCHWITZ                        | Heemraadssingel 281          | Louis Sigismond Asch (1913—1942)                   |
|            | HIER WOONDE MENDEL BACHES GEB. 1909 GEDEPORTEERD 1942 UIT WESTERBORK VERMOORD 30-9-1942 AUSCHWITZ                              | Vierambachtsstraat 114A      | Mendel Baches (1909—1942)                          |
|            | HIER WOONDE MALKE RIWE BACHES-SCHAPIRA GEB. 1911 GEDEPORTEERD 1942 UIT WESTERBORK VERMOORD 30-9-1942 AUSCHWITZ                 | Vierambachtsstraat 114A      | Malke Riwe Baches-Schapira (1911—1942)             |
|            | HIER WOONDE KÄTHE BERTHA BÄR GEB. 1929 GEDEPORTEERD 1943 UIT WESTERBORK VERMOORD 30.4.1943 SOBIBOR                             | Heemraadssingel 310          | Käthe Bertha Bär (1929—1943)                       |
|            | HIER WOONDE ARNOLD BOSMAN GEB. 1934 GEDEPORTEERD 1943 UIT WESTERBORK VERMOORD 11.6.1943 SOBIBOR                                | Graaf Florisstraat 100a      | Arnold Bosman (1934—1943)                          |
|            | HIER WOONDE JEHOEDITH BOSMAN GEB. 1937 GEDEPORTEERD 1943 UIT WESTERBORK VERMOORD 11.6.1943 SOBIBOR                             | Graaf Florisstraat 100a      | Jehoedith Bosman (1934—1943)                       |
|            | HIER WOONDE JONA BOSMAN GEB. 1901 GEDEPORTEERD 1944 BERGEN-BELSEN BEGRAVEN 19.8.1945 ROTTERDAM                                 | Graaf Florisstraat 100a      | Jona Bosman (1901—1945)                            |
|            | HIER WOONDE MIRJAM ANNA BOSMAN GEB. 1933 GEDEPORTEERD 1943 UIT WESTERBORK VERMOORD 11.6.1943 SOBIBOR                           | Graaf Florisstraat 100a      | Mirjam Anna Bosman (1933—1943)                     |
|            | HIER WOONDE EVA BOSMAN- DE JONG GEB. 1905 GEDEPORTEERD 1943 UIT WESTERBORK VERMOORD 11.6.1943 SOBIBOR                          | Graaf Florisstraat 100a      | Eva Bosman-de Jong (1905—1943)                     |
|            | HIER WOONDE BENEDICTUS BREMER GEB. 1943 GEDEPORTEERD 1943 UIT WESTERBORK VERMOORD 10.9.1943 AUSCHWITZ                          | Nieuwe Binnenweg 196b        | Benedictus Bremer (1943—1943)                      |
|            | HIER WOONDE JOSEPH BREMER GEB. 1940 GEDEPORTEERD 1943 UIT WESTERBORK VERMOORD 10.9.1943 AUSCHWITZ                              | Nieuwe Binnenweg 196b        | Joseph Bremer (1940—1943)                          |
|            | HIER WOONDE LOUIS BREMER GEB. 1919 GEDEPORTEERD 1943 UIT WESTERBORK VERMOORD 10.9.1943 AUSCHWITZ                               | Nieuwe Binnenweg 196b        | Louis Bremer (1919—1943)                           |
|            | HIER WOONDE ESTHER BREMER SANDERS GEB. 1921 GEDEPORTEERD 1943 UIT WESTERBORK VERMOORD 10.9.1943 AUSCHWITZ                      | Nieuwe Binnenweg 196b        | Esther Bremer-Sanders (1921—1943)                  |
|            | HIER WOONDE CARLA BRIL GEB. 1929 GEDEPORTEERD 1944 UIT WESTERBORK VERMOORD 31.10.1944 AUSCHWITZ                                | 1e Middellandstraat 125a     | Carla Bril (1929—1944)                             |
|            | HIER WOONDE DAVID BRIL GEB. 1905 GEDEPORTEERD 1943 UIT WESTERBORK VERMOORD 21.1.1943 AUSCHWITZ                                 | Aleidisstraat 58c            | David Bril (1905—1943)                             |
|            | HIER WOONDE EUGENIE NICOLETTE BRIL GEB. 1926 GEDEPORTEERD 1942 UIT WESTERBORK AUSCHWITZ BEVRIJD OVERLEDEN 11.6.1945 MAINAU     | Mathenesserlaan 417b         | Eugenie Nicolette Bril (1926—1945)                 |
|            | HIER WOONDE LEVIE BRIL GEB. 1898 GEDEPORTEERD 1942 UIT WESTERBORK VERMOORD 1.10.1944 AUSCHWITZ                                 | Mathenesserlaan 417b         | Isaac Levie Bril (1898—1945)                       |
|            | HIER WOONDE PINAS BRIL GEB. 1900 GEDEPORTEERD 1944 UIT WESTERBORK VERMOORD 6.9.1944 AUSCHWITZ                                  | 1e Middellandstraat 125a     | Pinas Bril (1900—1944)                             |
|            | HIER WOONDE VERONIKA BRIL-DESSAUR GEB. 1901 GEDEPORTEERD 1944 UIT WESTERBORK VERMOORD 31.10.1944 AUSCHWITZ                     | 1e Middellandstraat 125a     | Veronica Bril-Dessaur (1901—1944)                  |
|            | HIER WOONDE JACOB VAN CLEEF GEB. 1876 GEDEPORTEERD 1943 UIT VUGHT VERMOORD 31.1.1944 AUSCHWITZ                                 | Adrien Mildersstraat 28b     | Jacob van Cleef (1876—1944)                        |
|            | HIER WOONDE ERNST MAURITS COHEN GEB. 1926 GEDEPORTEERD 1942 UIT WESTERBORK VERMOORD 30.4.1943 AUSCHWITZ                        | Mathenesserlaan 451          | Ernst Maurits Cohen (1926—1943)                    |
|            | HIER WOONDE ESTHER COHEN-LÖWENSTEIN GEB. 1865 GEDEPORTEERD 1943 UIT WESTERBORK VERMOORD 2.7.1943 SOBIBOR                       | Heemraadssingel 114          | Esther Cohen-Löwenstein (1865—1943)                |
|            | HIER WOONDE SARA VAN DAM GEB. 1865 GEDEPORTEERD 1943 UIT WESTERBORK VERMOORD 5-3-1943 SOBIBOR                                  | Claes de Vrieselaan 70       | Sara van Dam (1865-1943)                           |
|            | HIER WOONDE SIBBELTJE VAN DANTZIG- VAN GELDER GEB. 1859 GEDEPORTEERD 1943 SOBIBOR VERMOORD 5.3.1943                            | Mathenesserlaan 290          | Sibbeltje van Dantzig-van Gelder (1859-1943)       |
|            | HIER WOONDE AÄRON BAREND DAVIDS GEB. 1895 [...] VERMOORD 22-2-1945 BERGEN-BELSEN                                               | Beatrijsstraat 32b           | Aäron Barend Davids (1895—1945)                    |
|            | HIER WOONDE ELIJAH NACHMAN DAVIDS GEB. 1925 [...] BEZWEKEN 1-5-1945 BERGEN-BELSEN                                              | Beatrijsstraat 32b           | Elijah Nachman Davids (1925—1945)                  |
|            | HIER WOONDE KELMANN DAYLES GEB. 1908 GEDEPORTEERD 1944 UIT WESTERBORK VERMOORD 19.12.1944 DACHAU                               | Hondiusstraat 32a            | Kelmann Dayles (1908—1944)                         |
|            | HIER WOONDE HANA DAYLES- SCHÖSLER GEB. 1872 GEDEPORTEERD 1943 UIT WESTERBORK VERMOORD 13.3.1943 SOBIBOR                        | Hondiusstraat 32a            | Hana Dayles-Schösler (1872—1943)                   |
|            | HIER WOONDE ABRAHAM VAN ESSO GEB. 1886 GEDEPORTEERD 1942 UIT WESTERBORK VERMOORD 30-9-1942 AUSCHWITZ                           | Beukelsdijk 35               | Abraham van Esso (1886—1942)                       |
|            | HIER WOONDE ABRAHAM VAN ESSO GEB. 1903 GEDEPORTEERD 1942 UIT WESTERBORK VERMOORD 30-9-1942 AUSCHWITZ                           | Beukelsdijk 35               | Fenny van Esso-Frieser (1903—1942)                 |
|            | HIER WOONDE DAVID GANDZ GEB. 1920 GEDEPORTEERD 1942 UIT WESTERBORK VERMOORD 3.4.1943 NEUKIRCH                                  | Hondiusstraat 32a            | David Gandz (1920—1943)                            |
|            | HIER WOONDE ISAAK GANDZ GEB. 1924 GEDEPORTEERD 1942 UIT WESTERBORK VERMOORD 31.3.1943 MIDDEN-EUROPA                            | Hondiusstraat 32a            | Isaak Gandz (1924—1943)                            |
|            | HIER WOONDE LEON GANDZ GEB. 1893 GEDEPORTEERD 1942 UIT WESTERBORK VERMOORD 3.2.1943 NEUKIRCH                                   | Hondiusstraat 32a            | Leon Gandz (1893—1943)                             |
|            | HIER WOONDE GOLDA GANDZ- DAYLES GEB. 1895 GEDEPORTEERD 1942 UIT WESTERBORK VERMOORD 5.11.1942 NEUKIRCH                         | Hondiusstraat 32a            | Golda Gandz-Dayles (1895—1942)                     |
|            | HIER WOONDE ABRAHAM GOSSCHALK GEB. 1874 GEARRESTEERD 1943 ROTTERDAM GEDEPORTEERD 1943 UIT WESTERBORK VERMOORD 5.3.1943 SOBIBOR | Claes de Vrieselaan 70       | Abraham Gosschalk (1874-1943)                      |
|            | HIER WOONDE NATHAN SALOMON FRENK GEB. 1885 GEDEPORTEERD 1944 UIT WESTERBORK VERMOORD 22-2-1945 BERGEN-BELSEN                   | Heemraadssingel 234          | Nathan Salomon Frenk (1885—1945)                   |
|            | HIER WOONDE SOPHIA FRENK-VAN CREVELD GEB. 1887 WEGGEVOERD 26-2-1943 BEZWEKEN 12-3-1943 ROTTERDAM                               | Heemraadssingel 234          | Sophia Frenk-van Creveld (1887—1943)               |
|            | HIER WOONDE MINKJE VAN GELDER GEB. 1898 GEDEPORTEERD 1943 SOBIBOR VERMOORD 30.4.1943                                           | Gerrit Jan Mulderstraat 87a  | Minkje van Gelder (1898—1943)                      |
|            | HIER WOONDE VROUKJE VAN GELDER- VAN DANTZIG GEB. 1871 GEDEPORTEERD 1943 SOBIBOR VERMOORD 23.5.1943                             | Gerrit Jan Mulderstraat 87a  | Vroukje van Gelder-van Dantzig (1871—1943)         |
|            | HIER WOONDE JACOB LEVIE VAN GELDERE GEB. 1883 GEDEPORTEERD 1944 AUSCHWITZ VERMOORD 14./15.10.1944                              | Graaf Florisstraat 33        | Jacob Levie van Geldere (1883—1944)                |
|            | HIER WOONDE LOUIS JULES VAN GELDERE GEB. 1883 GEDEPORTEERD 1944 DACHAU VERMOORD 21.4.1945                                      | Graaf Florisstraat 33        | Louis Jules van Geldere (1927—1945)                |
|            | HIER WOONDE ELISABETH VAN GELDERE- BLAASER GEB. 1894 GEDEPORTEERD 1944 AUSCHWITZ VERMOORD 14./15.10.1944                       | Graaf Florisstraat 33        | Elisabeth van Geldere-Blaaser (1894—1944)          |
|            | HIER WOONDE RACHEL VAN GELDEREN-EIJL GEB. 1879 GEDEPORTEERD 1942 AUSCHWITZ VERMOORD 15.10.1942                                 | Schiedamseweg 65             | Rachel van Gelderen-Eijl (1879—1942)               |
|            | HIER WOONDE MOZES DE HAAN GEB. 1879 GEDEPORTEERD 1942 UIT WESTERBORK VERMOORD 3.8.1942 AUSCHWITZ                               | Nieuwe Binnenweg 197         | Mozes de Haan (1879—1942)                          |
|            | HIER WOONDE ROZETTA DE HAAN-DE HAAN GEB. 1876 GEDEPORTEERD 1942 UIT WESTERBORK VERMOORD 3.8.1942 AUSCHWITZ                     | Nieuwe Binnenweg 197         | Rozetta de Haan-de Haan (1876—1942)                |
|            | HIER WOONDE ELSE HAHN GEB. 1934 GEDEPORTEERD 1943 AUSCHWITZ VERMOORD 3.9.1943                                                  | Samuël Mullerstraat 34a      | Else Hahn (1934—1943)                              |
|            | HIER WOONDE SALLY MARKUS HAHN GEB. 1931 GEDEPORTEERD 1943 AUSCHWITZ VERMOORD 3.9.1943                                          | Samuël Mullerstraat 34a      | Sally Markus Hahn (1931—1943)                      |
|            | HIER WOONDE WALTER HANS HAHN GEB. 1904 GEDEPORTEERD 1944 VERMOORD 31.3.1944 IN BEZET POLEN                                     | Samuël Mullerstraat 34a      | Walter Hans Hahn (1904—1944)                       |
|            | HIER WOONDE THERESIA HELENA HAHN-VAN GELDEREN GEB. 1912 GEDEPORTEERD 1943 AUSCHWITZ VERMOORD 3.9.1943                          | Samuël Mullerstraat 34a      | Theresia Helena Hahn-van Gelderen (1912—1943)      |
|            | HIER WOONDE HENRI HUISMAN GEB. 1924 GEDEPORTEERD 1943 UIT WESTERBORK VERMOORD 21.5.1943 SOBIBOR                                | Middenhoefstraat 15          | Henri Huisman (1924—1943)                          |
|            | HIER WOONDE SALOMON HUISMAN GEB. 1887 GEDEPORTEERD 1943 UIT WESTERBORK VERMOORD 23.7.1943 SOBIBOR                              | Middenhoefstraat 15          | Salomon Huisman (1887—1943)                        |
|            | HIER WOONDE JEANETTE HUISMAN-MOK GEB. 1888 GEDEPORTEERD 1943 UIT WESTERBORK VERMOORD 23.7.1943 SOBIBOR                         | Middenhoefstraat 15          | Jeanette Huisman-Mok (1888—1943)                   |
|            | HIER WOONDE BERENDINA JACOBS GEB. 1938 GEDEPORTEERD 1943 UIT WESTERBORK VERMOORD 2.7.1943 SOBIBOR                              | Willem Buytewechstraat 120a  | Berendina Jacobs (1938—1943)                       |
|            | HIER WOONDE EMANUEL JACOBS GEB. 1897 GEDEPORTEERD 1943 UIT WESTERBORK VERMOORD 11.6.1943 SOBIBOR                               | Willem Buytewechstraat 120a  | Emanuel Jacobs (1897—1943)                         |
|            | HIER WOONDE HELENA JACOBS GEB. 1925 GEDEPORTEERD 1942 UIT WESTERBORK VERMOORD 30.9.1942 AUSCHWITZ                              | Willem Buytewechstraat 120a  | Helena Jacobs (1925—1942)                          |
|            | HIER WOONDE HENRY JACOBS GEB. 1928 GEDEPORTEERD 1943 UIT WESTERBORK VERMOORD 11.6.1943 SOBIBOR                                 | Willem Buytewechstraat 120a  | Henry Jacobs (1928—1943)                           |
|            | HIER WOONDE JUDITH JACOBS -ISRAEL GEB. 1899 GEDEPORTEERD 1943 UIT WESTERBORK VERMOORD 2.7.1943 SOBIBOR                         | Willem Buytewechstraat 120a  | Judith Jacobs-Israel (1899—1943)                   |
|            | HIER WOONDE ANDRIES DE JONG GEB. 1891 VERMOORD 12.10.1942 MAUTHAUSEN                                                           | Heemraadssingel 304b         | Andries de Jong (1891—1942)                        |
|            | HIER WOONDE RITA KATTENBURG GEB. 1913 GEDEPORTEERD 1943 VERMOORD 21.5.1943 SOBIBOR                                             | Graaf Floristraat 33b        | Rita Kattenburg (1913—1943)                        |
|            | HIER WOONDE GRIETJE KATTENBURG-HARTZ GEB. 1876 GEDEPORTEERD 1943 VERMOORD 21.5.1943 SOBIBOR                                    | Graaf Floristraat 33b        | Grietje Kattenburg-Hartz (1876—1943)               |
|            | HIER WOONDE JACOB SALOMON KETS DE VRIES GEB. 1904 GEDEPORTEERD 1942 AUSCHWITZ VERMOORD 16.8.1942                               | Schiedamseweg 65             | Jacob Salomon Kets de Vries (1904—1942)            |
|            | HIER WOONDE ROB SALOMON KETS DE VRIES GEB. 1934 GEDEPORTEERD 1942 AUSCHWITZ VERMOORD 16.8.1942                                 | Schiedamseweg 65             | Rob Salomon Kets de Vries (1934—1942)              |
|            | HIER WOONDE HESTER E. KETS DE VRIES- VAN GELDEREN GEB. 1906 GEDEPORTEERD 1942 AUSCHWITZ VERMOORD 16.8.1942                     | Schiedamseweg 65             | Hester E. Kets de Vries-van Gelderen (1906—1942)   |
|            | HIER WOONDE MEYER ABRAHAM KIJZER GEB. 1893 GEDEPORTEERD 1942 UIT WESTERBORK VERMOORD 31-3-1944 MIDDEN-EUROPA                   | 's-Gravendijkwal 17          | Meyer Abraham Kijzer (1893—1944)                   |
|            | HIER WOONDE MAURITS ABRAHAM KOSTER GEB. 1913 GEDEPORTEERD 1942 UIT WESTERBORK VERMOORD 4.9.1942 AUSCHWITZ                      | Coolhaven 160a               | Maurits Abraham Koster (1913—1942)                 |
|            | HIER WOONDE EVA KOSTER -VAN TIJN GEB. 1915 GEDEPORTEERD 1942 UIT WESTERBORK VERMOORD 30.9.1942 AUSCHWITZ                       | Coolhaven 160a               | Eva Koster-van Tijn (1915—1942)                    |
|            | HIER WOONDE THEODORUS KUIPER GEB. 1896 GEDEPORTEERD 1943 UIT WESTERBORK VERMOORD 31.3.1944 AUSCHWITZ                           | Schietbaanlaan 6             | Theodorus Kuiper (1896—1944)                       |
|            | HIER WOONDE ESTHER KUIPER- DE LEEUWE GEB. 1903 GEDEPORTEERD 1943 UIT WESTERBORK VERMOORD 19.11.1943 AUSCHWITZ                  | Schietbaanlaan 6             | Esther Kuiper-de Leeuwe (1903—1943)                |
|            | HIER WOONDE EMANUEL MOZES DE LEEUWE GEB. 1906 GEDEPORTEERD 1944 VERMOORD 22.2.1945 BERGEN-BELSEN                               | Graaf Florisstraat 110a      | Emanuel Mozes de Leeuwe (1906—1945)                |
|            | HIER WOONDE JUDIT DE LEEUWE- VELT GEB. 1881 GEDEPORTEERD 1943 UIT WESTERBORK VERMOORD 19.11.1943 AUSCHWITZ                     | Schietbaanlaan 6             | Judit de Leeuwe-Velt (1881—1943)                   |
|            | HIER WOONDE ARON LERMER GEB. 1884 GEDEPORTEERD 1942 UIT WESTERBORK VERMOORD 15.12.1942 AUSCHWITZ                               | Van der Hilststraat 12a      | Aron Lermer (1884—1942)                            |
|            | HIER WOONDE MOSES MAURITS LEVISON GEB. 1866 GEDEPORTEERD 1942 UIT WESTERBORK VERMOORD 15.10.1942 AUSCHWITZ                     | Graaf Florisstraat 72b       | Moses Maurits Levison (1866—1942)                  |
|            | HIER WOONDE ANNA LEVISON- DE KADT GEB. 1872 GEDEPORTEERD 1942 UIT WESTERBORK VERMOORD 15.10.1942 AUSCHWITZ                     | Graaf Florisstraat 72b       | Anna Levison-de Kadt (1872—1942)                   |
|            | HIER WOONDE BERNARD MARGULIES GEB. 1912 GEDEPORTEERD 1943 VERMOORD 21.5.1943 SOBIBOR                                           | Graaf Florisstraat 90b       | Bernard Margulies (1912—1943)                      |
|            | HIER WOONDE JOSEF MICHEL MARGULIES GEB. 1886 GEDEPORTEERD 1943 VERMOORD 21.5.1943 SOBIBOR                                      | Graaf Florisstraat 90b       | Josef Michel Margulies (1886—1943)                 |
|            | HIER WOONDE ADELLE MARGULIES- MAHLER GEB. 1884 GEDEPORTEERD 1943 VERMOORD 21.5.1943 SOBIBOR                                    | Graaf Florisstraat 90b       | Adelle Margulies-Mahler (1884-1943)                |
|            | HIER WOONDE LEO VAN MESSEL GEB. 1920 GEDEPORTEERD 1944 VERMOORD 11.3.1945 BERGEN-BELSEN                                        | Hugo Molenaarstraat 5        | Leo van Messel (1920-1945)                         |
|            | HIER WOONDE SALOMON VAN MESSEL GEB. 1892 GEDEPORTEERD 1944 VERMOORD 15.1.1945 BERGEN-BELSEN                                    | Hugo Molenaarstraat 5        | Salomon van Messel (1892-1945)                     |
|            | HIER WOONDE MARIE VAN MESSEL- SWAAB GEB. 1892 GEDEPORTEERD 1944 BERGEN-BELSEN OVERLEDEN AAN DE GEVOLGEN 31.5.1945              | Hugo Molenaarstraat 5        | Marie van Messel-Swaab (1892-1945)                 |
|            | HIER WOONDE ABRAHAM MOGENDORFF GEB. 1891 GEARRESTEERD 1943 ROTTERDAM GEDEPORTEERD 1944 BERGEN-BELSEN VERMOORD 24.1.1945        | Mathenesserlaan 290          | Abraham Mogendorff (1891-1945)                     |
|            | HIER WOONDE GERARD MOGENDORFF GEB. 1921 GEARRESTEERD 1943 ROTTERDAM GEDEPORTEERD 1944 BERGEN-BELSEN VERMOORD 2.3.1945          | Mathenesserlaan 290          | Gerard Mogendorff (1921-1945)                      |
|            | HIER WOONDE DANIËL MOZES GEB. 1919 GEDEPORTEERD 1943 UIT WESTERBORK VERMOORD 9.4.1943 SOBIBOR                                  | Schiedamseweg 116b           | Daniël Mozes (1919—1943)                           |
|            | HIER WOONDE BETJE MOZES BRAADBAART GEB. 1918 GEDEPORTEERD 1943 UIT WESTERBORK VERMOORD 9.4.1943 SOBIBOR                        | Schiedamseweg 116b           | Betje Mozes-Braadbaart (1918—1943)                 |
|            | HIER WOONDE JOSEPH OLMAN GEB. 1889 GEDEPORTEERD 1942 UIT WESTERBORK VERMOORD 30-9-1942 AUSCHWITZ                               | Rochussenstraat 177b         | Joseph Olman (1889—1942)                           |
|            | HIER WOONDE REBECCA RACHEL OLMAN-WITTKOWER GEB. 1893 GEDEPORTEERD 1942 UIT WESTERBORK VERMOORD 30-9-1942 AUSCHWITZ             | Rochussenstraat 177b         | Rebecca Rachel Olman-Wittkower (1893—1942)         |
|            | HIER WOONDE ELKAN PAIS GEB. 1875 GEDEPORTEERD 1942 UIT WESTERBORK VERMOORD 15.10.1942 AUSCHWITZ                                | Havenstraat 96               | Elkan Pais (1875-1942)                             |
|            | HIER WOONDE SOPHIE PAIS- VAN DER HOVE GEB. 1876 GEDEPORTEERD 1942 UIT WESTERBORK VERMOORD 15.10.1942 AUSCHWITZ                 | Havenstraat 96               | Sophie Pais-van der Hove (1876-1942)               |
|            | HIER WOONDE SAMUEL JACOB PHILIPSE GEB. 1933 GEDEPORTEERD 1943 UIT WESTERBORK VERMOORD 19.11.1943 AUSCHWITZ                     | Virulyplein 11b              | Samuel Jacob Philipse (1933—1943)                  |
|            | HIER WOONDE NOACH POLLUX GEB. 1880 GEDEPORTEERD 1942 UIT WESTERBORK VERMOORD 9.11.1942 AUSCHWITZ                               | Frank van Borselenstraat 13b | Noach Pollux (1880-1942)                           |
|            | HIER WOONDE BRANDINA POLLUX-DE JONGH GEB. 1874 GEDEPORTEERD 1942 UIT WESTERBORK VERMOORD 9.11.1942 AUSCHWITZ                   | Frank van Borselenstraat 13b | Brandina Pollux-de Jongh (1874-1942)               |
|            | HIER WOONDE DAVID RAAP GEB. 1927 GEDEPORTEERD 1943 UIT WESTERBORK VERMOORD 30.4.1943 SOBIBOR                                   | Messchertstraat 21a          | David Raap (1927-1943)                             |
|            | HIER WOONDE JACQUES ROOS GEB. 1913 VERMOORD 18.12.1943 SL SCHIRMECK-VORBRUCK                                                   | Essenburgsingel 90a          | Jacques Roos (1913-1943)                           |
|            | HIER WOONDE SAMUEL HANS ROOS GEB. 1942 LOT ONBEKEND                                                                            | Essenburgsingel 90a          | Samuel Hans Roos (1942-1943)                       |
|            | HIER WOONDE REBECCA KLAARTJE ROOS-SANDERS GEB. 1913 LOT ONBEKEND                                                               | Essenburgsingel 90a          | Rebecca Klaartje Roos-Sanders (1913-1943)          |
|            | HIER WOONDE JOHAN SANDERS GEB. 1895 GEDEPORTEERD 1944 UIT WESTERBORK VERMOORD 6-3-1944 AUSCHWITZ                               | Mathenesserlaan 397B         | Johan Sanders (1895-1944)                          |
|            | HIER WOONDE MARIE FRONIKA BETSY SANDERS-SANDERS GEB. 1898 GEDEPORTEERD 1944 UIT WESTERBORK VERMOORD 6-3-1944 AUSCHWITZ         | Mathenesserlaan 397B         | Marie Fronika Betsy Sanders-Sanders (1898-1944)    |
|            | HIER WOONDE MEIJER SLIER GEB. 1900 GEDEPORTEERD 1943 UIT WESTERBORK BUCHENWALD BEFRIJD OVERLEDEN 2-5-1945 BUCHENWALD           | Diergaardesingel 54A         | Meijer Slier (1900-1945)                           |
|            | HIER WOONDE JOSEPH VAN DER SLUIJS GEB. 1891 GEDEPORTEERD 1942 UIT WESTERBORK VERMOORD 22.10.1942 AUSCHWITZ                     | Essenburgstraat 9            | Joseph van der Sluijs (1891-1942)                  |
|            | HIER WOONDE HENRIETTE VAN DER SLUIJS- VAN DER SLUIS GEB. 1892 GEDEPORTEERD 1943 UIT WESTERBORK VERMOORD 28.5.1943 SOBIBOR      | Essenburgstraat 9            | Henriette van der Sluijs-van der Sluis (1892-1943) |
|            | HIER WOONDE AREND SPETTER GEB. 1907 GEDEPORTEERD 1943 UIT WESTERBORK VERMOORD 31.1.1944 EXTERN KOMMANDO JANINA                 | Samuël Mullerstraat 14       | Arend Spetter (1907-1944)                          |
|            | HIER WOONDE GRIETJE SPETTER-LEVIE GEB. 1877 GEDEPORTEERD 1942 UIT WESTERBORK VERMOORD 15-10-1942 AUSCHWITZ                     | Henegouwerlaan 65a           | Grietje Spetter-Levie (1877-1942)                  |
|            | HIER WOONDE HARRY HIJMAN TELS GEB. 1897 VERMOORD 10.7.1942 SOBIBOR                                                             | Graaf Florisstraat 89        | Harry Hijman Tels (1897-1942)                      |
|            | HIER WOONDE ALIDA TELS- DE PINTO GEB. 1862 GEDEPORTEERD 1942 UIT WESTERBORK VERMOORD 11.12.1942 AUSCHWITZ                      | Graaf Florisstraat 89        | Alida Tels-de Pinto (1862-1942)                    |
|            | HIER WOONDE MAURITS VAN THIJN GEB. 1913 GEDEPORTEERD 1942 UIT WESTERBORK VERMOORD 30-9-1942 AUSCHWITZ                          | Vierambachtsstraat 66        | Maurits van Thijn (1913-1942)                      |
|            | HIER WOONDE SONJA VAN THIJN-DE VRIES GEB. 1913 GEDEPORTEERD 1942 UIT WESTERBORK VERMOORD 30-9-1942 AUSCHWITZ                   | Vierambachtsstraat 66        | Sophia van Thijn-de Vries (1913-1942)              |
|            | HIER WOONDE HENRIETTA RACHEL VAN TIJN GEB. 1908 GEDEPORTEERD 1943 UIT WESTERBORK VERMOORD 23-4-1943 SOBIBOR                    | C.P. Tielestraat 20b         | Henrietta Rachel van Tijn (1908-1943)              |
|            | HIER WOONDE MARCUS ELIAZAR VREEDE GEB. 1881 GEDEPORTEERD 1942 UIT WESTERBORK VERMOORD 15-10-1942 AUSCHWITZ                     | Mathenesserlaan 291          | Marcus Eliazar Vreede (1881-1942)                  |
|            | HIER WOONDE SIMON VREEDE GEB. 1913 GEDEPORTEERD 1944 UIT VUGHT VERMOORD 30-4-1945 WÜSTEGIERSDORF                               | Mathenesserlaan 291          | Simon Vreede (1913-1945)                           |
|            | HIER WOONDE CORNELIA JUDITH VREEDE-ELZE GEB. 1887 GEDEPORTEERD 1942 UIT WESTERBORK VERMOORD 15-10-1942 AUSCHWITZ               | Mathenesserlaan 291          | Cornelia Judith Vreede-Elze (1887-1942)            |
|            | HIER WOONDE BENJAMIN DE VRIES GEB. 1879 VERMOORD 27-2-1943 JOODS ZIEKENHUIS ROTTERDAM                                          | Gerrit Jan Mulderstraat 29   | Benjamin de Vries (1879-1943)                      |
|            | HIER WOONDE SARA DE VRIES-VAN CREVELD GEB. 1879 GEDEPORTEERD 1942 UIT WESTERBORK VERMOORD 15-10-1942 AUSCHWITZ                 | Gerrit Jan Mulderstraat 29   | Sara de Vries-van Creveld (1879-1942)              |
|            | HIER WOONDE ALTER HIRSCH WACHSMAN GEB. 1894 GEDEPORTEERD 1943 UIT WESTERBORK VERMOORD 30-4-1943 SOBIBOR                        | Jan Sonjéstraat 30b          | Alter Hirsch Wachsman (1894-1943)                  |
|            | HIER WOONDE BENNO WACHSMAN GEB. 1933 GEDEPORTEERD 1943 UIT WESTERBORK VERMOORD 30-4-1943 SOBIBOR                               | Jan Sonjéstraat 30b          | Alter Hirsch Wachsman (1933-1943)                  |
|            | HIER WOONDE ILAN WACHSMAN GEB. 1935 GEDEPORTEERD 1943 UIT WESTERBORK VERMOORD 30-4-1943 SOBIBOR                                | Jan Sonjéstraat 30b          | Ilan Wachsman (1935-1943)                          |
|            | HIER WOONDE TEMERAWACHSMAN-SCHAUFEL GEB. 1899 GEDEPORTEERD 1943 UIT WESTERBORK VERMOORD 30-4-1943 SOBIBOR                      | Jan Sonjéstraat 30b          | Temera Wachsman-Schaufel (1899-1943)               |
|            | HIER WOONDE EZECHIËL WITSTEIN GEB. 1920 GEDEPORTEERD 1942 UIT WESTERBORK VERMOORD 17-2-1942 AUSCHWITZ                          | Hugo Molenaarstraat 12 a     | Ezechiël Witstein (1920-1942)                      |
|            | HIER WOONDE SAMUEL JACOB WITSTEIN GEB. 1881 GEDEPORTEERD 1942 UIT WESTERBORK VERMOORD 15-10-1942 AUSCHWITZ                     | Hugo Molenaarstraat 12 a     | Samuel Jacob Witstein (1881-1942)                  |
|            | HIER WOONDE HENDRIKA WITSTEIN-BOESMAN GEB. 1880 GEDEPORTEERD 1942 UIT WESTERBORK VERMOORD 15-10-1942 AUSCHWITZ                 | Hugo Molenaarstraat 12 a     | Hendrika Witstein-Boesman (1880-1942)              |
|            | HIER WOONDE SIMON ZILVERBERG GEB. 1880 VERMOORD 15.10.1942 AUSCHWITZ                                                           | Van Weelstraat 29a           | Simon Zilverberg (1880-1942)                       |
|            | HIER WOONDE JETJE ZILVERBERG -VAN BOELE GEB. 1886 VERMOORD 15.10.1942 AUSCHWITZ                                                | Van Weelstraat 29a           | Jetje Zilverberg-van Boele (1886-1942)             |

## Data van plaatsingen
nog niet compleet
- 2014: Virulyplein 11b
- 25 april 2018: Samuël Mullerstraat 14
- 26 april 2018: Heemraadssingel 310
- 8 maart 2019: Van der Hilststraat 12a, Willem Buytewechstraat 120a
- 5 t/m 11 november 2020: Coolhaven 160, Heemraadssingel 304b, Schiedamseweg 116
- 22 november 2021: Heemraadssingel 234
- 23 november 2021: Rochussenstraat 177

## Verwijderde Stolpersteine
- Burgemeester Meineszlaan 9: George Emile Salm, 2015
- Burgemeester Meineszlaan 14b: Nelly Jacobs, 2015
- Burgemeester Meineszlaan 19b: Elizabeth Henriette van Messel-Trijbits, 2015
- Burgemeester Meineszlaan 23b: Idel Goldemberg, Rachel Goldenberg-Voorzanger, 2015
- Burgemeester Meineszlaan 36a: Israël van Voolen, Dina Sara van Voolen-Eschwege, 2015
- Burgemeester Meineszlaan 37c: Abraham de Vries, Leentje de Vries, Sara de Vries-Krammer, 2015
- Burgemeester Meineszlaan 38b: Sophia Meijer, Meyer Lodewijk van Stedum, 2015
- Burgemeester Meineszlaan 76a: Jacques Meijer Poppers, Martin Poppers, Eveline Berendina Poppers-Cohen, 2015
- Burgemeester Meineszlaan 85a: Isaac van Westerborg, Robert Charles van Westerborg, Rachel van Westerborg-Fögel, 2015
- Burgemeester Meineszlaan 86b: Hester Davids, Wolf Davids, Mina Davids-Coenraad, 2015
- Burgemeester Meineszlaan 91b: Joseph Frenkel, 2015
- Burgemeester Meineszlaan 25b: Eva Marieke Koster, 2014, Isaac Mozes Koster, Louis Koster, Maria Koster-van Leeuwen, Rozetta Polak-Koster, Sara Koster-van Lier, 2015
- Burgemeester Meineszlaan 27a: Elizabeth Spetter, 2014, David Spetter, Eduard Alter, Noach Alter, Rebecca Spetter-Alter, Sophia Alter-Alter, 2015
- Burgemeester Meineszlaan 30b: Alexander van Gelderen, Salomon Smalhout, Engeltje Smalhout-Krammer, 2015
- Burgemeester Meineszlaan 39a: Betty Arons, 2014, Samuel Arons, Keetje Arons-de Wit, Emanuel Arons, 2015
- Burgemeester Meineszlaan 41b: Emalia van Vliet-van Dijk, 24-11-2015
- Burgemeester Meineszlaan 48a: Henri van Hogezand, 24-11-2015
- Burgemeester Meineszlaan 56a: Esther Simon Valk, Fransje Valk, 2014
- Burgemeester Meineszlaan 78a: Gerszon Fiszerman, Rica Fiszerman-den Hartog, 24-11-2015
- Burgemeester Meineszlaan 87b: Joseph Valk, Sebilla Valk-Cohen, 2015, Hans Valk, 23-02-2016
- Burgemeester Meineszlaan 91: Johanna Arend-van der Horst, 24-11-2015
- Burgemeester Meineszlaan 101a: Esther van Lier, 2014, Nahem van Lier, Mienetta van Lier-Blok, Mietje Blok-van der Staal, 24-11-2015
- Burgemeester Meineszlaan 112: Helena Bouwman, 2014
- Burgemeester Meineszlaan 112a of 112: Rachel Bouwman-Boekbinder, 24-11-2015